# Christian Braunmann Tullin
Christian Braunmann Tullin, né le 6 septembre 1728 à Christiana (Oslo) et mort le 21 janvier 1765, est un négociant et un poète norvégien.
Gérant municipal de Christiana à partir de 1763, président du Comité des douanes et des impôts, il a écrits de nombreux poèmes et essais, publiés en trois volumes après sa mort sous le titre Samtlige Skrifter (Œuvres complètes) à Copenhague en 1770-1773.
Il est considéré comme l'un des plus grands poètes du royaume du Danemark et de Norvège de son temps. Son poème Maidagen (1758) est le plus connu.